# Nosy Mangabe
Nosy Mangabe är en ö i Madagaskar. Den ligger i den nordöstra delen av landet, 400 km nordost om huvudstaden Antananarivo. Arean är 5,8 kvadratkilometer.
Terrängen på Nosy Mangabe är lite kuperad. Öns högsta punkt är 332 meter över havet. Den sträcker sig 3,9 kilometer i nord-sydlig riktning, och 2,4 kilometer i öst-västlig riktning.